# Narsingdi
Narsingdi este un oraș din Bangladesh.